# عصفور الشرق (فلم)
عصفور الشرق فيلم دراما مصري إنتاج عام 1986، من إخراج يوسف فرنسيس، وبطولة: توفيق الحكيم، سعاد حسني، نور الشريف، إليزابيث جارد، أميدو، محمد خيري.

## قصة الفيلم
يعاود وكيل النيابة الشاب (نور الشريف) تجربة الكاتب توفيق الحكيم في رواية «عصفور من الشرق» يسافر إلى باريس. يجد أن مدينة باريس الثمانينيات تختلف عن باريس في العشرينيات، يقابل فتاة شباك السينما. رغم تشابه الأحداث فهو يهجر حبيبته لعلاقات تربطها بأحد زملائه. يمر بنفس التجربة لرواية «يوميات نائب في الأرياف»؛ حيث يعمل في النيابة بإحدى القرى ويحقق في جريمة قتل.

## الفكرة الفلسفية للفيلم
يتعمق "عصفور الشرق" في الأفكار الفلسفية التي طرحها توفيق الحكيم حول مفهوم الشرق والغرب، ليس فقط كمنطقتين جغرافيتين، بل كحضارتين تحملان قيماً وفلسفات مختلفة. يتناول الفيلم قضايا الهوية، الاغتراب، والبحث عن الذات في ظل هذا الصراع. يطرح الفيلم تساؤلات حول إمكانية التوفيق بين الثقافتين، وما إذا كان الشرق بحاجة إلى الغرب، والعكس صحيح، مع التركيز على أن الحوار والتفاهم بين الحضارات قد يكون الطريق لتحقيق الانسجام. يعكس الفيلم هذا الجدل الفكري من خلال حوارات الشخصيات والمواقف التي يتعرض لها البطل.

## مقاربة الفيلم للرواية
يتناول فيلم "عصفور الشرق" رواية توفيق الحكيم التي تحمل نفس الاسم، ويعتبر تجسيداً فنياً يضيف أبعاداً بصرية ودرامية للنص الأصلي. بينما تتمحور الرواية حول تجربة شاب مصري يدرس في باريس وتصادمه مع الثقافة الغربية، يسعى الفيلم إلى التقاط جوهر هذا الصدام الثقافي والفكري، وكيف يؤثر على شخصية "محسن" بطل الرواية. يقدم الفيلم رؤية سينمائية لتفاصيل حياة "محسن" في الغربة، من خلال إظهار الصراع الداخلي بين هويته الشرقية وتأثره بالحداثة الغربية، ويبرز الجوانب الفلسفية التي تناولها الحكيم حول العلاقة بين الشرق والغرب.

## الشخصيات الرئيسية
يُقدِّم الفيلم ثلاث شخصيات رئيسية تتداخل فيما بينها:
- توفيق الحكيم: الكاتب الحقيقي الذي يستعرض ذكرياته وتجربته الشخصية.

- الممثل (نور الشريف): يجسد شخصية الحكيم، ويعيد تمثيل مراحل من حياته، خاصة فترة شبابه في باريس.

- عصفور: شخصية روائية تمثل بُعدًا فلسفيًا وفنيًا، وتُعد تجسيدًا لوعي الحكيم الداخلي.[2]

## البناء الزمني
يعتمد الفيلم على تداخل الأزمنة، حيث ينتقل بين:
- ذكريات الحكيم في العشرينيات والثلاثينيات.

- فترة الثمانينيات التي يعيشها الممثل.

- زمن الشخصية الروائية "عصفور" الذي يتجاوز حدود الزمن التقليدي.

هذا التداخل الزمني يُبرز كيف أن التجربة الإنسانية والفكرية للحكيم تتجاوز حدود الزمن، وتظل حاضرة في مختلف المراحل.

## الاستقبال والنقد
حظي فيلم "عصفور الشرق" باهتمام النقاد الذين ركزوا على قدرته على تجسيد رواية توفيق الحكيم المعروفة. أُشيد بالفيلم لقدرته على نقل الأجواء الفكرية والفلسفية للرواية إلى الشاشة، ولتسليطه الضوء على قضايا مهمة تتعلق بالهوية الثقافية والصدام بين الشرق والغرب. تناولت بعض الآراء النقدية طريقة معالجة الفيلم لهذه القضايا، ومدى نجاحه في إيصال رسالة الحكيم حول الحوار بين الحضارات. كما تطرقت التحليلات إلى أداء الممثلين والإخراج في تجسيد الرواية بصرياً وفنياً.

## وصلات خارجية
- صفحة الفيلم على موقع السينما